# 兰布罗河
兰布罗河（Lambro），意大利北部河流，为波河的支流。
兰布罗河发源于科莫省海拔1,685 m的圣普里莫山，流经阿索（Asso）、蓬泰兰布罗、埃尔巴（Erb）等市镇，在奥廖利塔附近注入波河。